# Claes Johan Ljungström
Claes Johan Ljungström, född den 25 juli 1819 i Pirkum, Sandhems socken, död den 8 december 1882, var en svensk präst och fornforskare.
År 1842 påbörjade Ljungström fyra års studier vid teologiska fakulteten i Uppsala och prästvigdes 1845 för Skara stift. Han var komminister på flera olika platser, bland annat Lidköping, och blev 1871 utnämnd till kyrkoherde i Västra Tunhems pastorat.
Ljungström hade ett stort intresse för kulturminnesvård och arbetade aktivt för att skydda och dokumentera fornlämningar. Han var den som hindrade att Hols kungshög i Tunhem blev bortschaktad. Mest känd är han som grundare av  Västergötlands fornminnesförening år 1863. Ljungström var redaktör för föreningens årsbok och en ofta återkommande bidragslämnare. 
Han skrev ett antal topografiska beskrivningar av olika områden i Västergötland som gavs ut i tryck: Redvägs härad med staden Ulricæhamn (1861), Åhs och Vedens härader samt staden Borås (1865), Kinnefjerdings och Kållands härader samt staden Lidköping (1871), Vartofta härad och staden Falköping (1877) och Väne härad samt staden Venersborg (1884). Dessutom utgav han år 1866 häftet Rúna-list eller konsten att läsa runor, folkskolorna och menige man meddelad, ett läromedel i konsten att läsa runor.